# Championnats panaméricains de judo 2018
Navigation
Édition précédente Édition suivante
Les championnats panaméricains de judo 2018, quarante-deuxième édition des championnats panaméricains de judo réunifiés, ont lieu du 20 au 21 avril 2018 à San José au Costa Rica.

## Podiums

### Hommes
| Épreuves                          | Or                            | Argent                                    | Bronze                                   |
| --------------------------------- | ----------------------------- | ----------------------------------------- | ---------------------------------------- |
| Moins de 60 kg poids super-légers | Lenin Preciado Équateur       | Roberto Almenares Cuba                    | Adonis Diaz États-Unis                   |
| Moins de 60 kg poids super-légers | Lenin Preciado Équateur       | Roberto Almenares Cuba                    | Yandry Torres Cuba                       |
| Moins de 66 kg poids mi-légers    | Osniel Solís Cuba             | Daniel Cargnin Brésil                     | Ricardo Valderrama Venezuela             |
| Moins de 66 kg poids mi-légers    | Osniel Solís Cuba             | Daniel Cargnin Brésil                     | Ryan Vargas États-Unis                   |
| Moins de 73 kg poids légers       | Antoine Bouchard Canada       | Magdiel Estrada Cuba                      | Nicholas Delpopolo États-Unis            |
| Moins de 73 kg poids légers       | Antoine Bouchard Canada       | Magdiel Estrada Cuba                      | Alonso Wong Pérou                        |
| Moins de 81 kg poids mi-moyens    | Antoine Valois-Fortier Canada | Medickson del Orbe République dominicaine | Adrián Gandía Porto Rico                 |
| Moins de 81 kg poids mi-moyens    | Antoine Valois-Fortier Canada | Medickson del Orbe République dominicaine | Eduardo Yudi Santos Brésil               |
| Moins de 90 kg poids moyens       | Iván Felipe Silva Cuba        | Asley González Cuba                       | Colton Brown États-Unis                  |
| Moins de 90 kg poids moyens       | Iván Felipe Silva Cuba        | Asley González Cuba                       | Robert Florentino République dominicaine |
| Moins de 100 kg poids mi-lourds   | Leonardo Gonçalves Brésil     | Lewis Medina République dominicaine       | José Armenteros Cuba                     |
| Moins de 100 kg poids mi-lourds   | Leonardo Gonçalves Brésil     | Lewis Medina République dominicaine       | L.A. Smith États-Unis                    |
| Plus de 100 kg poids lourds       | Freddy Figueroa Équateur      | Héctor Campos Argentine                   | Andy Granda Cuba                         |
| Plus de 100 kg poids lourds       | Freddy Figueroa Équateur      | Héctor Campos Argentine                   | Francisco Solís Chili                    |

### Femmes
| Épreuves                          | Or                      | Argent                             | Bronze                       |
| --------------------------------- | ----------------------- | ---------------------------------- | ---------------------------- |
| Moins de 48 kg poids super-légers | Paula Pareto Argentine  | Keisy Perafán Argentine            | Luz Álvarez Colombie         |
| Moins de 48 kg poids super-légers | Paula Pareto Argentine  | Keisy Perafán Argentine            | Edna Carrillo Mexique        |
| Moins de 52 kg poids mi-légers    | Jéssica Pereira Brésil  | Angelica Delgado États-Unis        | Ecaterina Guica Canada       |
| Moins de 52 kg poids mi-légers    | Jéssica Pereira Brésil  | Angelica Delgado États-Unis        | Luz Olvera Mexique           |
| Moins de 57 kg poids légers       | Christa Deguchi Canada  | Tamires Crude Brésil               | Jessica Klimkait Canada      |
| Moins de 57 kg poids légers       | Christa Deguchi Canada  | Tamires Crude Brésil               | Miryam Roper Panama          |
| Moins de 63 kg poids mi-moyens    | Maylin del Toro Cuba    | Catherine Beauchemin-Pinard Canada | Anriquelis Barrios Venezuela |
| Moins de 63 kg poids mi-moyens    | Maylin del Toro Cuba    | Catherine Beauchemin-Pinard Canada | Alexia Castilhos Brésil      |
| Moins de 70 kg poids moyens       | Yuri Alvear Colombie    | Elvismar Rodríguez Venezuela       | Onix Cortés Cuba             |
| Moins de 70 kg poids moyens       | Yuri Alvear Colombie    | Elvismar Rodríguez Venezuela       | Kelita Zupancic Canada       |
| Moins de 78 kg poids mi-lourds    | Kaliema Antomarchi Cuba | Karen León Venezuela               | Diana Brenes Costa Rica      |
| Moins de 78 kg poids mi-lourds    | Kaliema Antomarchi Cuba | Karen León Venezuela               | Vanessa Chalá Équateur       |
| Plus de 78 kg poids lourds        | Idalys Ortiz Cuba       | Beatriz Souza Brésil               | Nina Cutro-Kelly États-Unis  |

### Mixte
| Épreuves     | Or   | Argent | Bronze    |
| ------------ | ---- | ------ | --------- |
| Équipe mixte | Cuba | Brésil | Pérou     |
| Équipe mixte | Cuba | Brésil | Venezuela |

## Tableau des médailles
| Rang  | Nation                 | Or | Argent | Bronze | Total |
| ----- | ---------------------- | -- | ------ | ------ | ----- |
| 1     | Cuba                   | 5  | 3      | 4      | 12    |
| 2     | Canada                 | 3  | 1      | 3      | 7     |
| 3     | Brésil                 | 2  | 3      | 2      | 7     |
| 4     | Équateur               | 2  | 0      | 1      | 3     |
| 5     | Argentine              | 1  | 2      | 0      | 3     |
| 6     | Colombie               | 1  | 0      | 1      | 2     |
| 7     | Venezuela              | 0  | 2      | 2      | 4     |
| 8     | République dominicaine | 0  | 2      | 1      | 3     |
| 9     | États-Unis             | 0  | 1      | 5      | 6     |
| 10    | Mexique                | 0  | 0      | 2      | 2     |
| 11    | Chili                  | 0  | 0      | 1      | 1     |
| 11    | Costa Rica             | 0  | 0      | 1      | 1     |
| 11    | Panama                 | 0  | 0      | 1      | 1     |
| 11    | Pérou                  | 0  | 0      | 1      | 1     |
| 11    | Porto Rico             | 0  | 0      | 1      | 1     |
| Total | Total                  | 14 | 14     | 26     | 54    |